# Neorudolphia
Neorudolphia es un género monotípico de plantas con flores con una especies perteneciente a la familia Fabaceae. Su única especie:  Neorudolphia volubilis (Willd.) Britton, es originaria del Caribe, donde se encuentra principalmente en Puerto Rico.

## Sinonimia
- Butea volubilis (Willd.) Pers.
- Erythrina portoricensis Desf.
- Rudolphia portoricensis (Desf.) Sweet
- Rudolphia scandens Poir.
- Rudolphia sericea Steud.
- Rudolphia volubilis Willd. basónimo[1]